# Eremiaphila genei
Eremiaphila genei es una especie de mantis de la familia Eremiaphilidae.

## Distribución geográfica
Se encuentra en Egipto, Irán, Yemen, Jordania, Siria, Armenia, Arabia Saudita, Turquía y Afganistán.